# Campeonato Panamericano de Hockey sobre Patines de 2024
El XI Campeonato Panamericano de Hockey sobre Patines se celebró en la ciudad colombiana de Bogotá entre el 4y el 10 de marzo de 2024 con la participación de seis Selecciones nacionales masculinas de hockey patines, por tercera vez como un campeonato autónomo específico para la modalidad del hockey sobre patines.
La tercera edición debía haberse celebrado a finales de 2023 pero por problemas organizativos se retrasó hasta el año siguiente y disputándose finalmente en el mes de marzo de 2024.

En esta edición se disputó el campeonato en sus categorías senior y junior (Sub-19) masculina y femenina, siendo la primera vez en que se compitió en categoría junior femenina.

## Equipos participantes
Participaron las mismas tres selecciones nacionales que habían disputado el anterior campeonato de 2021, y además regresaron a la competición Argentina, Brasil y Estados Unidos. No se inscribió la selección de Uruguay ni tuvo lugar el esperado debut de Costa Rica.
| Chile (1)          |
| Colombia (2)       |
| México (3)         |
| Argentina (-)      |
| Brasil (-)         |
| Estados Unidos (-) |

## Clasificación final
| 1. Argentina      |
| 2. Chile          |
| 3. Estados Unidos |
| 4. Colombia       |
| 5. Brasil         |
| 6. México         |

- Datos: Q125763479